# Наумов, Владимир Григорьевич
Владимир Григорьевич Наумов (9 марта 1970, посёлок Шевченко, Добропольский район, Донецкая область — 18 февраля 2014, Киев) — украинский гражданин, беспартийный. Активист самообороны Майдана. Герой Украины (2014, посмертно).

## Биография
До Евромайдана жил в городе Родинское, работал водителем жилищно-эксплуатационной конторы. Любил читать произведения Тараса Шевченко, знал наизусть сборник «Кобзарь».
Обстоятельства смерти неизвестны. Тело было обнаружено на Трухановом острове в Киеве 18 февраля 2014 года. По версии милиции, погиб в результате самоубийства, прыгнув с моста

## Память
19 февраля 2015 года в общеобразовательной школе посёлка Светлый, где учился Владимир Наумов, была установлена мемориальная доска в его честь.

### Награды
- Звание Герой Украины с вручением ордена «Золотая Звезда» (21 ноября 2014, посмертно) — за гражданское мужество, патриотизм, героическое отстаивание конституционных принципов демократии, прав и свобод человека, самоотверженное служение Украинскому народу, обнаруженные во время Революции достоинства[3]
- Медаль «За жертвенность и любовь к Украине» (УПЦ КП, июнь 2015) (посмертно)[4]